# Jorge Unternahrer
Jorge Alfredo Unternahrer (Lucerna, 18 de junio de 1933 - Oberá, 15 de agosto de 2024) fue un inmigrante suizo, empresario y pionero de la ciudad de Oberá, en Argentina. 
Fue Cónsul Honorario de Suiza, fundador de Mercería La Moderna (uno de los más antiguos comercios de la ciudad que aún hoy existe), integrante en varias oportunidades de la comisión de la CRIPCO (Cámara Regional de Industria Producción y Comercio) y de la ex Caja de Crédito, así como también miembro del Rotary Club de esa ciudad.

## Primeros Años
Jorge Alfredo Unternahrer fue el primero de 4 hijos del matrimonio de Sigfrido Unternährer y Ana Sidler. Nació el 18 de junio de 1933 en la ciudad de Lucerna, Suiza. Su padre emigró a la Argentina en el año 1936 y se radicó en cercanías de lo que es hoy la ciudad de Oberá, en la provincia de Misiones.  
En 1937 y con tan sólo 4 años, Jorge junto a su madre y sus dos hermanos menores - Kurt y Francisco - emigraron también a la Argentina partiendo desde el Puerto de Róterdam, en los Países Bajos.
Cursó sus primeros años de estudios en la Escuela n.º 258 de Campo Ramón, institución apadrinada por el Club Atlético Boca Juniors de Buenos Aires. Como esta escuela contaba solamente con 3 grados, debió continuar sus estudios primarios en la Escuela n°173 de Paraje Fontana, en el municipio de Oberá.
En mayo de 1948 se crea el Colegio Nacional "Amadeo Bonpland" en la ciudad de Oberá. Jorge fue uno de sus primeros alumnos y parte de la primera promoción que se recibió en esta institución. El Nacional funcionaba en un edificio prestado, una pequeña casa prefabricada, en las actuales calles Gobernador Barreyro y San Luis.

## Juventud

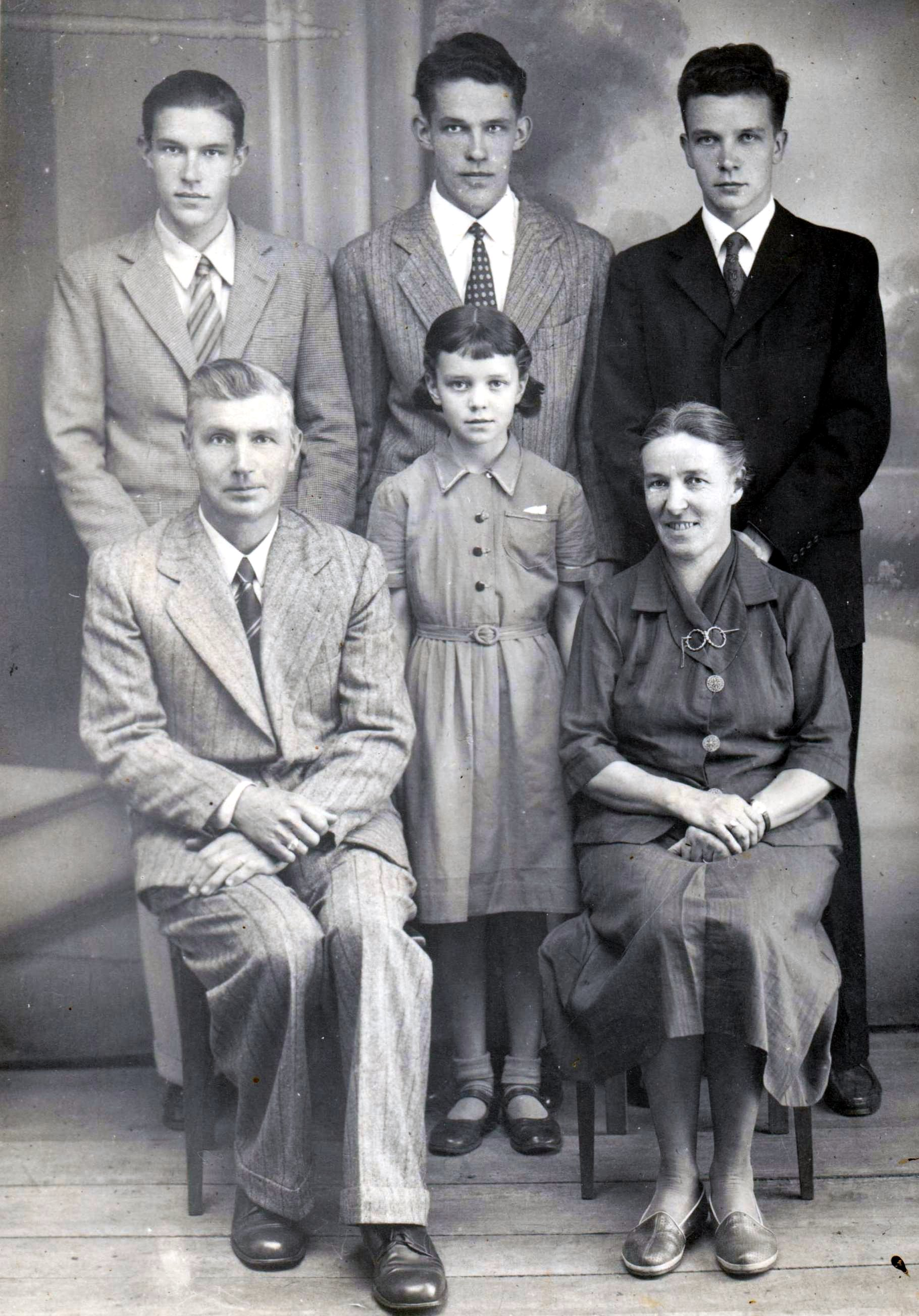
La familia Unternahrer en Oberá.

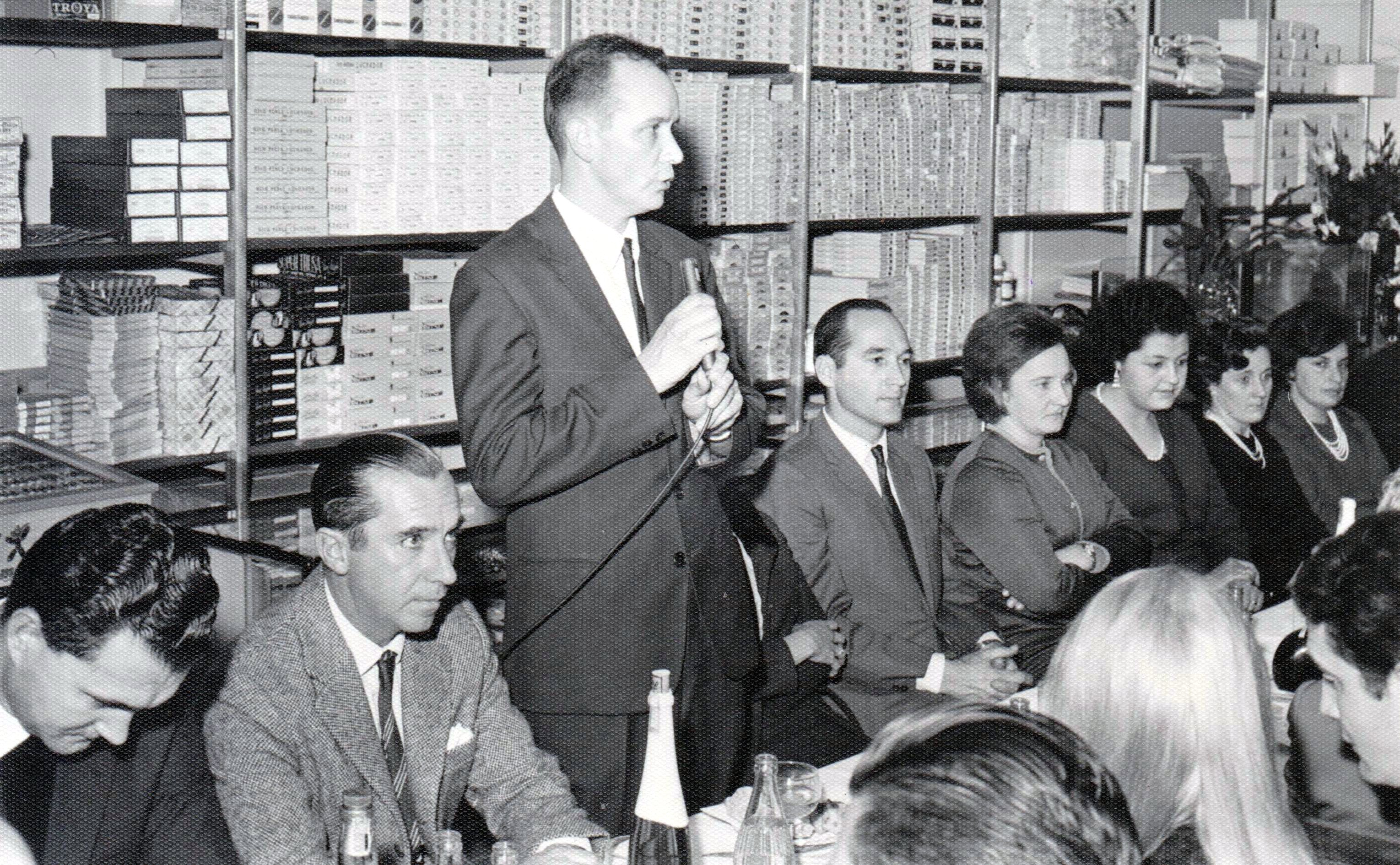
Jorge Unternahrer en la inauguración del nuevo edificio de Mercería La Moderna.

Una vez terminados sus estudios secundarios, Jorge se mudó a la capital de Argentina donde curso el primer año de la carrera de ingeniería en la Universidad de Buenos Aires. Al mismo tiempo, debido a la buena base que tenía en contabilidad y el conocimiento de varios idiomas, consiguió trabajo en el área de "Giros Internacionales" del Banco Español del Río de la Plata, antecesor del actual Banco Santander.
Al no poder trabajar y estudiar al mismo tiempo, decidió regresar a la ciudad de Oberá, donde consigue trabajo en el área de "Cuentas Corrientes" de la Cooperativa Agrícola Limitada Oberá (CALO), una de las más grandes en la provincia en esos tiempos. Allí conoce a Anna Zacharuk, hija de inmigrantes ucranianos, con quien contrae matrimonio el 22 de diciembre de 1956 en la Iglesia San Antonio de Padua. El matrimonio tiene tres hijos: Ricardo Jorge, Cristina Mónica y Diego Marcelo.
Además de su trabajo en la Cooperativa, Jorge llevaba la contabilidad de algunos empresarios de la ciudad. Fue así como conoció al dueño de una pequeña mercería que funcionaba en la zona. El dueño de esta Mercería, al ser diagnosticado de asma, decide mudarse a la ciudad de Córdoba y le ofrece a Jorge la venta del fondo de comercio. Jorge y Anna se hacen cargo de Mercería La Moderna, uno de los más antiguos comercios que aún hoy sobrevive en Oberá. La ubicación (que aún sigue siendo la misma) era en pleno centro de Oberá, a escasos metros de donde se encontraba el mástil con la bandera Argentina en la Avenida Sarmiento.
Fue Cónsul Honorario de Suiza para toda la provincia de Misiones e integró en varias oportunidades la Comisión Directiva de la CRIPCO (Cámara Regional de Industria Producción y Comercio) y de la ex Caja de Crédito, así como también fue un destacado rotario en esa ciudad.

## Distinciones

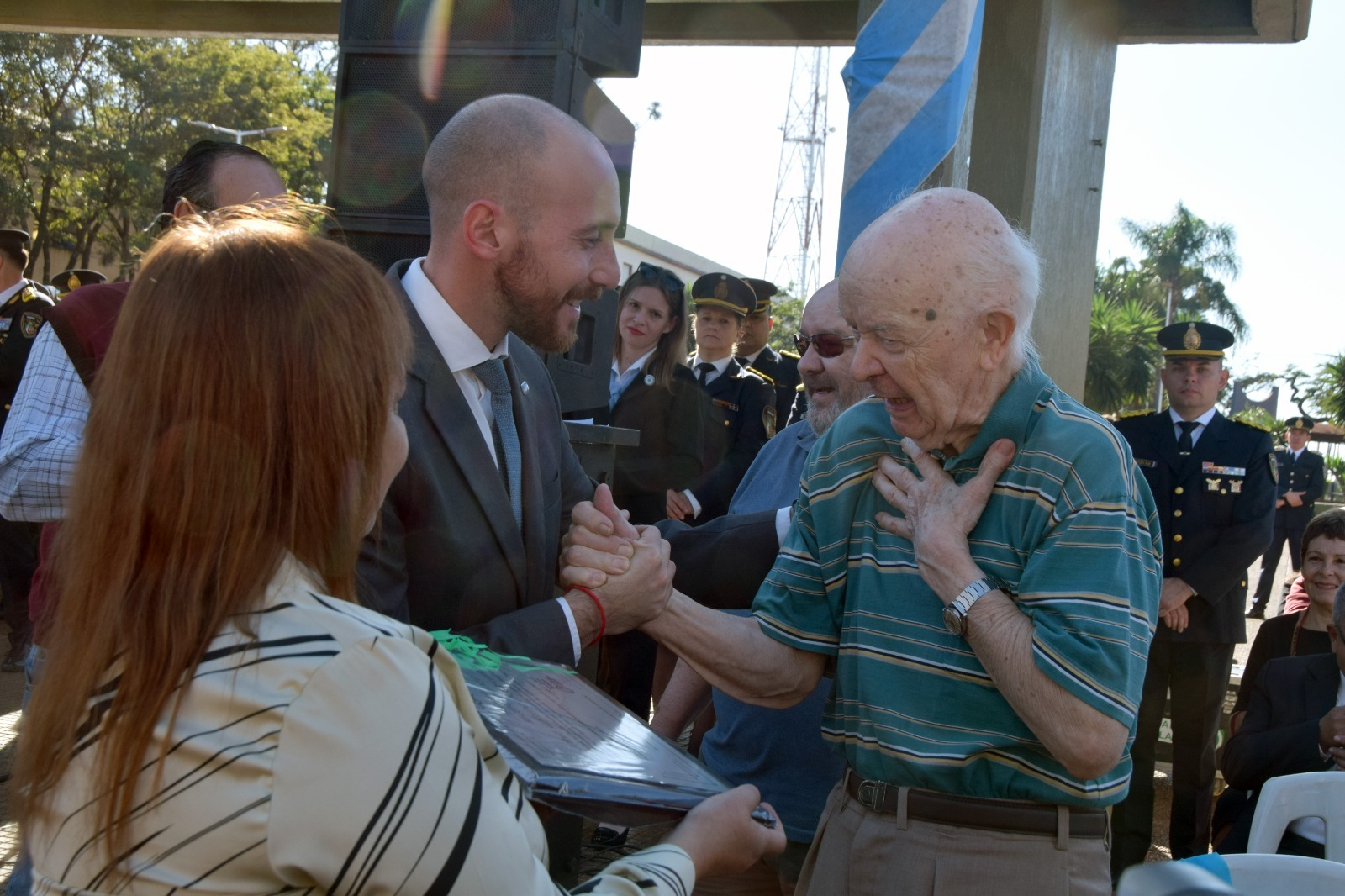
Jorge Unternahrer recibiendo la distinción como "Vecino Destacado" por parte del intendente municipal.

El 25 de mayo de 2023, durante las celebraciones por el Día de la Patria, el gobierno de Oberá, a través del intendente Pablo Hassan, le entregó un reconocimiento como "Vecino Destacado" de la ciudad. Además de Jorge Unternahrer, en esta oportunidad también fueron homenajeados Ernesto Ruben Maletti, fundador del Museo de Ciencias Naturales de la ciudad y  Carlos Luis Zubilewicz, uno de los más antiguos taxistas. 
En esa oportunidad, Jorge declaró:

"Es lo más grande que me puede pasar, es mi ciudad y voy a dejar mis restos acá. Tuve oportunidad de ir a vivir al extranjero con el servicio diplomático, pero Oberá para mí es todo"

## Fallecimiento
Falleció de causas naturales el día 15 de agosto de 2024 a la edad de 91 años. Sus restos descansan en el Cementerio La Piedad de Oberá. 